# Ekstraliga polska w rugby union (2009/2010)

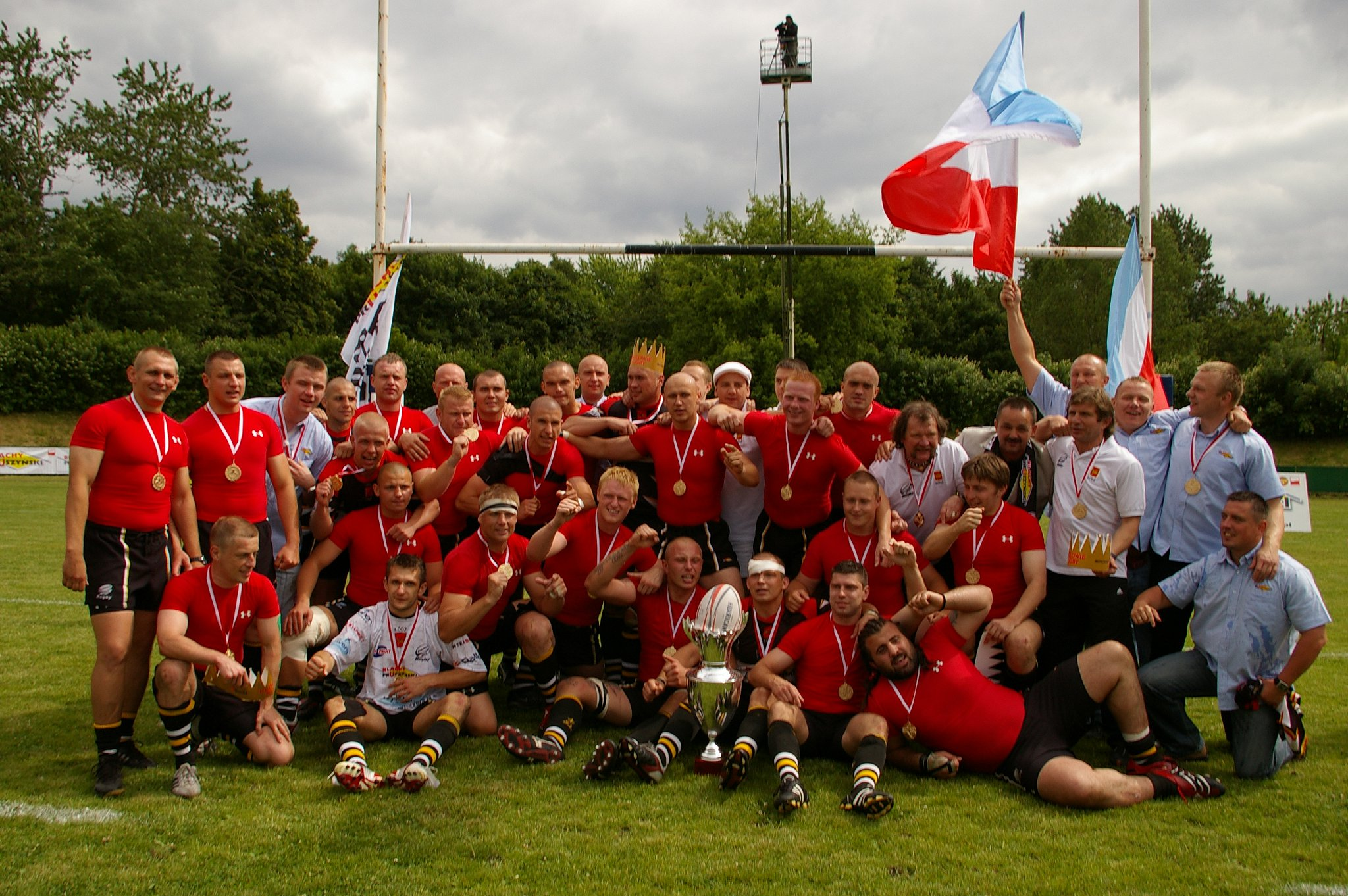
Rugbyści Budowlanych Łódź po zdobyciu mistrzowskiego tytułu

Ekstraliga polska w rugby (2009/2010) – pięćdziesiąty czwarty sezon najwyższej klasy rozgrywek klubowych rugby union drużyn piętnastoosobowych mężczyzn w Polsce. Tytuł mistrza Polski zdobyli Budowlani Łódź, którzy w finale pokonali Lechię Gdańsk. Trzecie miejsce zajęły Arka Gdynia i Orkan Sochaczew.

## System rozgrywek
Sezon 2009/2010 rozegrano w dwóch fazach. W pierwszej wszystkie osiem drużyn rozgrywało spotkania systemem ligowym, każdy z każdym, mecz i rewanż. W drugiej fazie cztery najlepsze zespoły z pierwszej rozegrały mecze półfinałowe, których zwycięzcy spotkali się w finale. Z kolei cztery najsłabsze drużyny grały mecze półfinałowe o miejsca 5–8, z których przegrani spotykali się w meczu o utrzymanie w Ekstralidze – przegrywająca drużyna spadła do I ligi. Sezon trwał od 15 sierpnia 2009 do 19 czerwca 2010.

## Drużyny
Do rozgrywek w sezonie 2009/2010 przystąpiło 8 drużyn:
- Budowlani Łódź,
- Arka Gdynia,
- Lechia Gdańsk,
- Juvenia Kraków,
- Posnania Poznań,
- Bemowo-AZS AWF Warszawa,
- Ogniwo Sopot,
- Orkan Sochaczew[1].

## Sezon zasadniczy
Wyniki spotkań sezonu zasadniczego:
|                         | Budowlani Łódź | Arka Gdynia | Lechia Gdańsk | Juvenia Kraków | Posnania Poznań | Bemowo-AZS AWF Warszawa | Ogniwo Sopot | Orkan Sochaczew |
| Budowlani Łódź          | –              | 29:12       | 18:16         | 66:3           | 73:0            | 15:10                   | 60:7         | 22:10           |
| Arka Gdynia             | 19:23          | –           | 16:18         | 61:0           | 18:0            | 19:9                    | 15:14        | 11:0            |
| Lechia Gdańsk           | 19:14          | 10:20       | –             | 44:0           | 17:5            | 51:21                   | 44:7         | 42:10           |
| Juvenia Kraków          | 3:46           | 6:22        | 24:3          | –              | 34:24           | 31:21                   | 13:8         | 12:22           |
| Posnania Poznań         | 0:58           | 20:30       | 6:21          | 10:15          | –               | 19:29                   | 14:12        | 16:25           |
| Bemowo-AZS AWF Warszawa | 0:21           | 6:0         | 12:27         | 19:19          | 18:13           | –                       | 13:0         | 18:17           |
| Ogniwo Sopot            | 5:34           | 7:17        | 9:29          | 18:10          | 24:14           | 12:24                   | –            | 12:33           |
| Orkan Sochaczew         | 0:47           | 34:15       | 0:7           | 26:12          | 38:14           | 18:5                    | 16:36        | –               |

Tabela (w kolorze zielonym wiersze z drużynami, które awansowały do półfinałów, na żółto z drużynami, które zagrały w półfinałach o miejsca 5–8):
| Pozycja | Drużyna                 | Mecze | Bilans punktów | Punkty bonusowe | Punkty razem |
| ------- | ----------------------- | ----- | -------------- | --------------- | ------------ |
| 1.      | Budowlani Łódź          | 14    | 526-104        | 8               | 61           |
| 2.      | Lechia Gdańsk           | 14    | 348-162        | 6               | 50           |
| 3.      | Arka Gdynia             | 14    | 275-176        | 6               | 42           |
| 4.      | Orkan Sochaczew         | 14    | 249-269        | 5               | 34           |
| 5.      | Bemowo-AZS AWF Warszawa | 14    | 209-262        | 3               | 30           |
| 6.      | Juvenia Kraków          | 14    | 180-394        | 2               | 24           |
| 7.      | Ogniwo Sopot            | 14    | 171-336        | 1               | 17           |
| 8.      | Posnania Poznań         | 14    | 155-410        | 3               | 7            |

## Faza finałowa

### Półfinały o miejsca 5–8
Wynik półfinałów o miejsca 5–8:
|                                                                                       | Bemowo-AZS AWF Warszawa                                                                          | 22:32(0:32) | KS Posnania Poznań | Sędzia: Grzegorz Szostek |
| Tomasz Jędral 10 (2P), Łukasz Nowosz 5 (P), Tomasz Gołąb 5 (P), Rafał Janeczko 2 (pd) | David Cassidy 17 (P 3pd 2K), Robert Bosiacki 5 (P), Leszek Krysztofiak 5 (P), Łukasz Tietz 5 (P) | 22:32(0:32) |                    | Sędzia: Grzegorz Szostek |
| Piotr Psuj                                                                            | Paweł Makles                                                                                     | 22:32(0:32) |                    | Sędzia: Grzegorz Szostek |

|                                                                             | RzKS Juvenia Kraków                                                            | 22:10(14:3) | MKS Ogniwo Sopot | Sędzia: Janeczko |
| Konrad Jarosz 10 (2P), Jaroslav Tomčík 7 (2pd K), Paweł Wojciechowski 5 (P) | Marek Przychocki 5 (P), Grzegorz Kurdelski 3 (dg), Paweł Schulte-Noelle 2 (pd) | 22:10(14:3) |                  | Sędzia: Janeczko |

### Półfinały o miejsca 1–4
Wynik półfinałów o miejsca 1–4:
|                                                                            | Blachy Pruszyński Budowlani Łódź                | 30:7(17:0) | MKS Orkan Sochaczew | Sędzia: Grzegorz Michalik |
| Tomasz Stępień 20 (P 3pd 3K), Dariusz Kaniowski 5 (P), Merab Gabunia 5 (P) | Wojciech Łukasiewicz 5 (P), Tomasz Gasik 2 (pd) | 30:7(17:0) |                     | Sędzia: Grzegorz Michalik |
|                                                                            | Piotr Pietrzyk                                  | 30:7(17:0) |                     | Sędzia: Grzegorz Michalik |

|                                                                       | RC Lechia Gdańsk                              | 18:12(18:7) | RC Arka Gdynia | Sędzia: Marcin Zeszutek |
| Jurij Bukhalo 8 (pd 2K), Mariusz Wilczuk 5 (P), Anthony Coletta 5 (P) | Beka Tsiklauri 10 (2P), Dawid Banaszek 2 (pd) | 18:12(18:7) |                | Sędzia: Marcin Zeszutek |
| Łukasz Doroszkiewicz · Piotr Jurkowski · Rafał Sajur                  | Rafał Wojcieszak                              | 18:12(18:7) |                | Sędzia: Marcin Zeszutek |

### Mecz o utrzymanie w Ekstralidze
Wynik meczu o siódme miejsce i utrzymanie w Ekstralidze:
| 19 czerwca 201012:00 | Bemowo-AZS AWF Warszawa                  | 10:11(5:8) | MKS Ogniwo Sopot                                    | Sędzia: Mirosław Szczepański |
| 19 czerwca 201012:00 | Tomasz Gołąb 5 (P), Mateusz Jamroz 5 (P) | 10:11(5:8) | Paweł Schulte-Noelle 6 (dg K), Wojciech Czaja 5 (P) | Sędzia: Mirosław Szczepański |
| 19 czerwca 201012:00 | Szymon Krauze · Paweł Schulte-Noelle     | 10:11(5:8) |                                                     | Sędzia: Mirosław Szczepański |

### Finał
Wynik finału Ekstraligi:
| 19 czerwca 201013:00 | Blachy Pruszyński Budowlani Łódź                                         | 19:16(5:3) | RC Lechia Gdańsk                      | stadion przy ul. Górniczej, Łódź Sędzia: Eric Gauzins (Francja) |

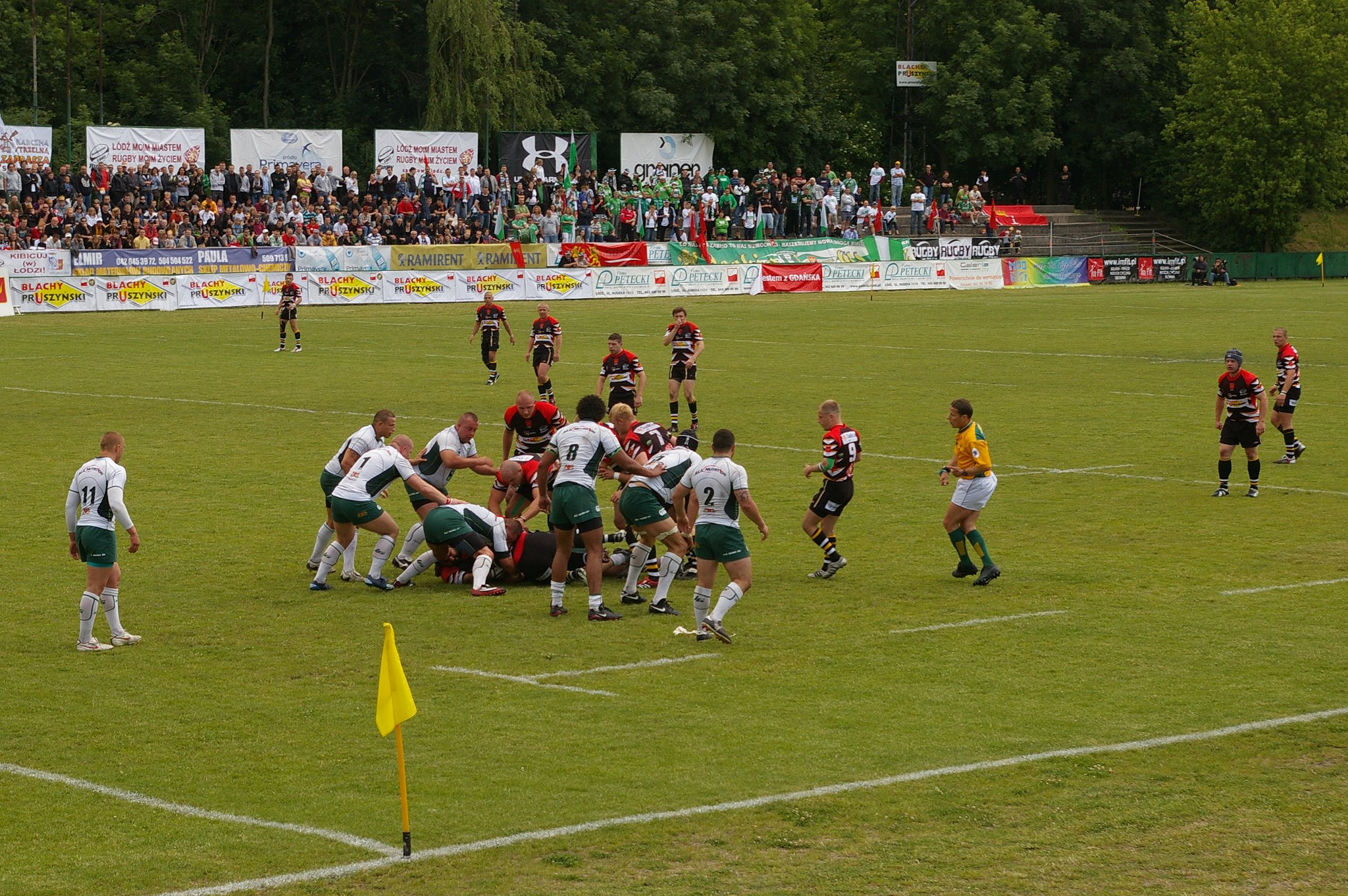
Finałowy mecz pomiędzy Budowlanymi Łódź a Lechią Gdańsk

| 19 czerwca 201013:00 | Tomasz Grodecki 9 (P 2pd), Kacper Ławski 5 (P), Tomasz Kozakiewicz 5 (P) | 19:16(5:3) | Wilczuk 10 (2P), Jurij Bukhalo 6 (2K) | stadion przy ul. Górniczej, Łódź Sędzia: Eric Gauzins (Francja) |

## Klasyfikacja końcowa
Klasyfikacja końcowa Ekstraligi (na czerwono wiersz z drużyną, która spadła do I ligi):
| Pozycja | Drużyna                 |
| ------- | ----------------------- |
| 1.      | Budowlani Łódź          |
| 2.      | Lechia Gdańsk           |
| 3.      | Arka Gdynia             |
| 3.      | Orkan Sochaczew         |
| 5.      | Juvenia Kraków          |
| 5.      | Posnania Poznań         |
| 7.      | Ogniwo Sopot            |
| 8.      | Bemowo-AZS AWF Warszawa |

## I i II liga
Równolegle z rozgrywkami Ekstraligi rywalizowały drużyny na dwóch niższych poziomach ligowych: w I i II lidze.
Końcowa klasyfikacja I ligi (na zielono wiersz z drużyną, która awansowała do Ekstraligi):
| Poz. | Drużyna                |
| ---- | ---------------------- |
| 1    | Budowlani Lublin       |
| 2    | Czarni Pruszcz Gdański |
| 3    | Skra Warszawa          |
| 3    | Pogoń Siedlce          |
| 5    | Kosmaz Koszalin        |
| 6    | WMPD-PUDiZ Olsztyn     |

Ponadto rozgrywano zawody w ramach II lig regionalnych.

## Inne rozgrywki
Finał rozgrywanego w tym sezonie Pucharu Polski nie odbył się, puchar przyznano drużynie Arki Gdynia. W zakończonych w 2010 rozgrywkach w kategoriach młodzieżowych mistrzostwo Polski juniorów zdobyli Budowlani Lublin, a mistrzostwo Polski kadetów Orkan Sochaczew.